# Pro League

Trofee Jupiler Pro League

De Pro League, voorheen bekend als de Liga Beroepsvoetbal of Profliga (Frans: Ligue Professionnelle de Football), is een Belgische voetbalorganisatie die in 1974 werd opgericht. De vereniging zonder winstoogmerk (vzw) beschermt de belangen van sommige professionele voetbalclubs in België en is verantwoordelijk voor de organisatie van Eerste klasse A, Eerste klasse B, de Beker van België en de Belgische Supercup. Sinds 1997 is de Pro League ook lid van de European Leagues (EL). In 2024 begon de Pro League met de Pro League Hall of Fame.

## Geschiedenis
Doordat in de jaren 1970 het professionalisme binnen het Belgisch voetbal toenam, ontstond er in 1972 een groepering van vijftien clubs onder de naam "groupement du football professionnel belge". In februari 1974 groeide dit uit tot de Liga Beroepsvoetbal. Roger Petit, de secretaris-generaal van Standard Luik, werd de eerste voorzitter. Deze vzw moest aanvankelijk onder meer de regelgeving omtrent transfers en spelerscontracten uitwerken. De Liga werd samengesteld uit vertegenwoordigers van elke club uit de Eerste Klasse. Deze clubs moesten bovendien over een profstatuut beschikken. Later werd de vereniging omgedoopt tot de Profliga, wat in 2008 de Pro League werd. Datzelfde jaar werd de naam van de hoogste afdeling veranderd in de Jupiler Pro League. Verder is de vzw ook verantwoordelijk voor de organisatie van de supercup.
In 1975 werd het aantal clubs teruggeleid van twintig naar negentien clubs en een jaar later zelfs naar achttien clubs. In 2008 kondigde de Liga, die inmiddels was omgedoopt tot Pro League, aan dat het aantal clubs vanaf het seizoen 2009/10 verminderd zou worden tot zestien clubs. Sinds dat seizoen worden er in de hoogste afdeling ook jaarlijks play-offs georganiseerd.
Sinds de opkomst van live-uitzendingen van voetbalwedstrijden wordt er in de Pro League ook onderhandeld over tv-contracten en de verdeling van de tv-gelden. De organisatie beschikt over een Kalendercommissie die in functie van de tv-uitzendingen bepaalt wanneer de verschillende clubs moeten spelen.

## Strubbelingen
De Pro League, en daarvoor de Profliga, wordt regelmatig bekritiseerd omwille van de vele strubbelingen tussen de leden van de organisatie. Vooral sinds de verdeling van de televisiegelden ontstaat er regelmatig ruzie tussen de zogenaamd grote en kleine clubs binnen de Pro League. Ook over de competitieformule lopen de meningen vaak uiteen. Kleine clubs zijn doorgaans geen voorstander van een vermindering van het aantal clubs in de hoogste afdeling, terwijl grote clubs op dit vlak dan weer een voortrekkersrol spelen.
Eind jaren 90 kwam het tot een conflict tussen Profliga-voorzitter Eddy Wauters en Michel Verschueren, die als manager RSC Anderlecht vertegenwoordigde. Verschueren eiste meer stemgewicht voor de grote clubs. Ook de competitieformule met zestien clubs en play-offs kwam in die periode aan bod. Onder meer Wauters verzette zich tegen dit voorstel. Verschueren bedacht in 1996 ook het plan om een BeNe-Liga op te richten, een competitie met de beste clubs uit België en Nederland. Dit voorstel viel bij heel wat leden van de Profliga in slechte aarde. In 2003 volgde er een poging tot verzoening binnen de Profliga.
In 2001 dreigde Alphonse Constantin, algemeen directeur van Standard, om met zijn club uit de Profliga te stappen. De oorzaak was een dispuut over de uitzendrechten van de topper tussen Club Brugge en Standard. De wedstrijd vond plaats om 15 uur, wat volgens het bondsreglement betekende dat ze niet mocht uitgezonden worden. Omdat betaalzender Canal+ de wedstrijd toch uitzond, eiste Constantin dat Club Brugge beboet werd omdat de club er niet alles aan gedaan had om de wedstrijd te vervroegen. De Profliga besloot uiteindelijk Club Brugge geen boete op te leggen.
In 2002 pleitte Roger Vanden Stock, voorzitter van Anderlecht en ex-voorzitter van de Profliga, zelfs voor een competitie met veertien clubs. Uiteindelijk werd in 2008 besloten om over te stappen op een competitieformule met zestien clubs en play-offs. Deze formule kende aanvankelijk weinig bijval. Vooral de halvering van de punten in play-off I werd in de media meermaals bekritiseerd. Later wierpen ook Herman Van Holsbeeck, manager van Anderlecht, en Ivan De Witte, voorzitter van AA Gent, zich op als tegenstanders van de puntenhalvering.
In 2014 hekelde Roland Duchâtelet het beleid van Michel Dupont, toenmalig voorzitter van de Pro League. De voorzitter van Standard besloot om uit de raad van bestuur van de Pro League te stappen. Een jaar later werd Duchâtelets voorstel om het aantal clubs in de hoogste afdeling te verminderen tot twaalf clubs door de Pro League afgeschoten. Een maand later herhaalde Ivan De Witte het voorstel van Roger Vanden Stock om over te stappen op veertien i.p.v. zestien clubs in de hoogste divisie. In juni 2015 werd het plan goedgekeurd om de Eerste en Tweede Klasse samen te voegen tot een Eerste Klasse A en Eerste Klasse B van in totaal 24 clubs.
Eerste klasse A (1A) bestond uit zestien clubs, terwijl de overige acht ploegen in Eerste klasse B (1B) terecht kwamen.

### Competitiehervormingen
Al sinds de oprichting van 1B kon de competitieformule een hoop kritiek verwerken. Sinds 2019 zijn alle clubs uit 1B in buitenlandse handen gekomen om het financiële gedeelte op peil te houden. De roep om een competitiehervorming stak weer de kop op, maar in de zomer van 2019 werd deze van tafel geveegd, in de Algemene Vergadering van de Pro League kwam men twee stemmen te kort om tot een nieuwe competitieformule te komen met twintig ploegen in 1A. Peter Croonen werd toen gekozen als nieuwe voorzitter van de Pro League. Als voorzitter van KRC Genk is hij groot voorstander van de play-offs: onder zijn leiding zou er ook niet elk jaar gesproken worden over een nieuwe competitieformule.
Desondanks zorgde de coronapandemie ervoor dat het competitieformat van 1A en 1B opnieuw op de helling kwam te staan. De competitie werd stilgelegd, maar de promotiefinale tussen OH Leuven en Beerschot VA in 1B was nog niet gespeeld. Tevens had Waasland-Beveren in 1A nog een waterkansje op het behoud, omdat er nog één speelronde moest worden gespeeld in de reguliere competitie. Hiertoe kon Waasland-Beveren niet als directe degradant worden aangewezen. Om alle ploegen tevreden te houden, circuleerde onder meer het idee voor achttien ploegen in 1A inclusief Waasland-Beveren, OH Leuven en Beerschot. Dit voorstel haalde het op 15 mei 2020 tijdens de Algemene Vergadering van de Pro League niet: men besloot met meer dan tachtig procent van de stemmen om het seizoen 2019/20 als voltooid te beschouwen, hoewel er slechts 29 speeldagen waren afgewerkt tot dat tijdstip. Hierdoor zou Waasland-Beveren normaal gezien naar 1B gedegradeerd zijn, maar de club vocht deze beslissing aan voor het gerecht en kreeg gelijk. Hierdoor werd de Pro League verplicht om een kalender met 18 clubs voor te stellen, met OH Leuven en Beerschot VA. Deze variant zal 2 jaar blijven aangehouden. In seizoen 2020-2021 zal er slechts 1 club moeten degraderen naar 1B en in seizoen 2021-2022 zullen er 3 clubs degraderen naar 1B, om terug te keren naar een competitie met 16 clubs.
Overigens behaalden zeven profclubs in eerste instantie geen licentie in dat seizoen. Daardoor werd de roep om een competitiehervorming nogmaals versterkt. KSC Lokeren ging failliet, terwijl KSV Roeselare en Excelsior Virton niet aan de licentie-eisen voldeden. Hierdoor promoveerde niet alleen kampioen KMSK Deinze uit eerste klasse amateurs, maar ook nummer drie RFC Seraing en nummer zes RWDM, omdat zij allen een licentie kregen voor het profvoetbal. Omdat de eerste klasse A echter uitgebreid werd naar 18 ploegen en er dus uiteindelijk twee ploegen uit 1B promoveerden terwijl er geen enkele ploeg degradeerde uit de hogere afdeling, mocht Lierse Kempenzonen ook nog promoveren uit de eerste klasse amateurs. Aangezien er geen andere ploeg in aanmerking kwam voor een licentie voor het profvoetbal werd besloten om beloftenploeg Club Brugge NXT voor één seizoen aan de eerste klasse B toe te voegen. Uiteindelijk bleven zo de acht ploegen uit 1B behouden, al zullen economische degradanten in de volgende seizoenen niet meer de plaats innemen van sportieve dalers. Datzelfde geldt voor 1A, waardoor op termijn het aantal profclubs in België zal worden gereduceerd naar maximaal twintig.

## Voorwaarden om lid te worden
Elk lid van de Pro League vertegenwoordigt een club uit de hoogste afdeling. De clubs moeten aan verscheidene voorwaarden voldoen om tot de Pro League te mogen toetreden. Zo moet elke club...
- rechtspersoonlijkheid bezitten.
- door de Koninklijke Belgische Voetbalbond (KBVB) erkend worden als een professionele club.
- aan de licentievoorwaarden voor Eerste Klasse voldoen.
- op sportief vlak in aanmerking komen voor een plaats in Eerste Klasse.
- over een verzorgd (kunst)grasveld beschikken dat in goede staat verkeert, voorzien is van een verwarmingssysteem en in alle redelijke weersomstandigheden bespeeld kan worden.

## Voorzitters
- 1974–1981: Roger Petit
- 1981–1986: Michel D'Hooghe
- 1986–1996: Roger Vanden Stock
- 1996–1999: Eddy Wauters
- 2001–2007: Jean-Marie Philips[21]
- 2007–2012: Ivan De Witte[22]
- 2012–2013: Ronny Verhelst[23]
- 2013:00000 José Zurstrassen[24]
- 2013–2014: Michel Dupont[25]
- 2014–2015: Peter Quaghebeur (ad interim)[25]
- 2015–2018: Roger Vanden Stock[26][27]
- 2018–2019: Marc Coucke
- 2019–2021: Peter Croonen
- 2022:00000 Vincent Mannaert & Wouter Vandenhaute (ad interim)

## CEO's
- 2007-2015: Ludwig Sneyers
- 2015-2022: Pierre François
- 2022-heden: Lorin Parys